# Bartow (Géorgie)
Pour les articles homonymes, voir Bartow.
Bartow est une ville américaine située dans le comté de Jefferson, en Géorgie. Selon le recensement de 2020, sa population est de 186 habitants.